# Trem Intra Metropolitano
O Trem Intra Metropolitano (TIM) foi um trem metropolitano criado pela Fepasa e administrado em seus últimos anos pela CPTM, atendia os municípios de São Vicente e Santos, possuía 5 estações e contava com cerca de 16,15 km de extensão.

## História

### Trem Intra Metropolitano
O Trem Intrametropolitano (inaugurado com essa grafia) mais conhecido com TIM foi criado pela Fepasa no dia 12 de julho de 1990 para o transporte de passageiros da estação de Samaritá, em São Vicente, até a estação Ana Costa, em Santos. O investimento necessário para sua implantação foi de 2,3 milhões de dólares à época. Sua capacidade de transporte era estimada em 400 mil passageiros por mês. Em 1996, a CPTM assumiu a operação deste sistema devido a cisão da Fepasa para a criação da CPTM.
A CPTM paralisou as operações do TIM em 21 de junho de 1999 com a promessa de reforma dos trens e estações para a futura reabertura do serviço. Em 26 de junho as deputadas estaduais Maria Lúcia Prandi e Mariângela Duarte denunciaram que a CPTM possuía outros trens para substituir os trens do TIM parados para reforma, que a reforma do TIM estava orçada desde 1997 em dezessete milhões de reais, embora nenhum recurso orçamentário tivesse sido destinado até aquele momento e que o governo do estado deveria implantar o projeto do veículo leve sobre trilhos na região. A CPTM anunciou a desativação definitiva do TIM em julho de 1999.

### Pós-TIM
A linha foi utilizada para transporte de carga da região de Cubatão e o porto de Santos pela América Latina Logística. Este trecho deveria ter sido desativado para transportes de carga em agosto de 2007 quando um novo ramal que se conecta diretamente de Cubatão ao porto de Santos deveria ter sido entregue. Após sofrer uma remarcação, a conclusão deste novo ramal aconteceu em janeiro de 2008, quando o transporte de carga deixou de percorrer o centro da cidade de Santos e pôde ser retomado o projeto do VLT da Baixada Santista.

## Características do Sistema
Este sistema contava em seus últimos anos de operação com um total de 5 estações e uma extensão total de 16,136 km formado em sua totalidade por vias em superfície.
Os veículos deste sistema trafegavam a uma velocidade média de 40 km/h. A bitola era de 1000 milímetros em via singela e o combustível dos trens era o diesel.

### Tabela do Sistema
| Linha   | Terminais            | Inauguração         | Comprimento (km) | Estações | Duração das viagens (min) | Funcionamento |
| ------- | -------------------- | ------------------- | ---------------- | -------- | ------------------------- | ------------- |
| Central | Samaritá ↔ Ana Costa | 12 de Julho de 1990 | 16,136           | 7        | ---                       | Desativada.   |

### Linhas
- Linha Central

### Frota
Este sistema contava com TUEs da Toshiba elétricos, mas pela falta de eletrificação desta linha, esses TUEs eram manobrados e rebocados por locomotivas a diesel. Hoje alguns destes TUEs operam na ferrovia baiana, já o restante deixou de operar na extensão operacional da Linha 8, que é ocupada por trens série 5400 da companhia.
| Modelo/Série    | Potência (kW) | Bitola (m) | Fabricante       | Origem | Ano de Fabricação | Adquirente Inicial                 | Frota Ativa | Frota Inativa | Frota Total |
| --------------- | ------------- | ---------- | ---------------- | ------ | ----------------- | ---------------------------------- | ----------- | ------------- | ----------- |
| TUE Série 5900* | 580           | 1,00       | Kawasaki/Toshiba | Japão  | 1957              | E.F. Sorocabana                    | 6           | 3             | 9           |
| RSD-8**         | 671           | 1,00       | ALCO             | EUA    | 1958              | Cia. Paulista de Estradas de Ferro | 2           | 1             | 3           |
| TOTAL           |               |            |                  |        |                   |                                    | 8           | 4             | 12          |

## Galeria de Fotos

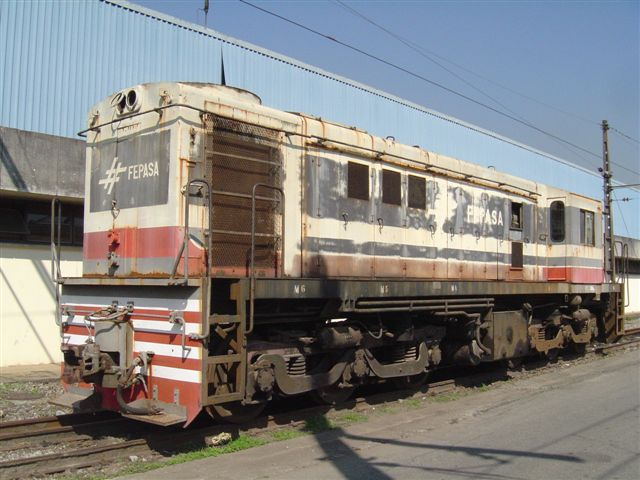
Locomotivas RSD-8 usadas como reboque
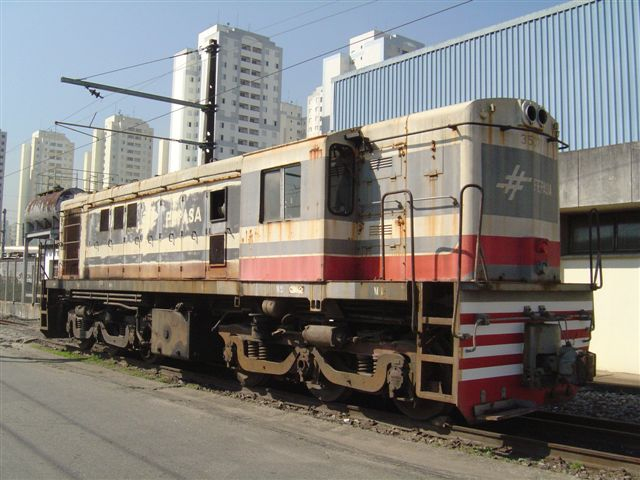
Locomotivas RSD-8 usadas como reboque
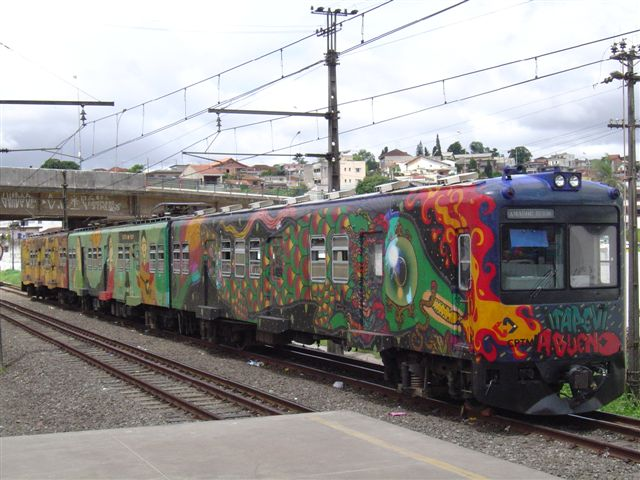
TUE Toshiba da Linha 8 do Trem Metropolitano de São Paulo, semelhante ao trem utilizado no TIM